# 施吕斯贝格
施吕斯贝格是奥地利上奥地利州格里斯基尔兴县的一个市镇。总面积19.9平方公里，总人口3011人，人口密度151.3人/平方公里（2005年）。